# Trigger Alpert
Herman „Trigger“ Alpert (* 3. September 1916 in Indianapolis, Indiana; † 21. Dezember 2013 in Jacksonville Beach) war ein US-amerikanischer Jazzmusiker (Kontrabass) und Fotograf.

## Leben und Wirken
Alpert schloss sich nach dem Studium in Indianapolis der Band von Alvino Rey an und wechselte 1940 zu Glenn Miller; auch in der Nachfolge-Band unter der Leitung von Tex Beneke war der Bassist zu hören. Dann ging er ins Show-Geschäft und begleitete u. a. auch Frank Sinatra, Caterina Valente, arbeitete aber auch bei Gene Krupa und Buddy Rich.
Erste Aufnahmen entstanden 1940 bei Frankie Trumbauer; auf Platten ist er zu hören in den Formationen von Glenn Miller, Roy Eldridge, Ray McKinley, Louis Armstrong, Bernie Leighton, Tony Motolla, Jackie Paris und im Sauter-Finegan Orchestra.
Im Bereich des Jazz war er zwischen 1940 und 1972 an 338 Aufnahmesessions beteiligt.
Ab 1950 arbeitete er als Studiomusiker der CBS in New York, wo er für verschiedene Radio- und TV-Programme tätig war, wie der Gary Moore Show sowie als Begleitmusiker von Carol Burnett, Dick Van Dyke und Barbra Streisand.
Die einzige bekannte Platte unter eigenem Namen wurde im Oktober 1956; Trigger Happy auf Riverside Records. aufgenommen. Zu hören ist Trigger Alpert auch als Begleiter der Sängerin Lurlean Hunter (auf Atlantic Records) und bei mehreren Sessions des Gitarristen Mundell Lowe für Riverside Records. 1955 begleitete er den Sänger Ted Straeter auf dessen LP (Atlantic Records). 1970 verließ Alpert das Musikgeschäft, um fortan als Fotograf tätig zu werden und in Ponte Vedra Beach zu leben.